# Raúl Alfonso
Raúl Ernesto Alfonso Fernández (1966-23 de octubre de 2023) fue un dramaturgo, narrador, director teatral, actor y profesor cubano.

## Trayectoria
Nació en 1966 en Santa Clara. Su carrera osciló entre la dramaturgia, la dirección teatral, la crítica —plástica, escénica y de danza—, y la enseñanza en diferentes escuelas dentro y fuera de Cuba. Su vida, tormentosa y extraña, marcada por una salud precaria y por la adversidad, constituye un enigma para ciertos especialistas y un verdadero rompecabezas pues alrededor de la figura de Alfonso hay una enorme red de especulaciones de poca fiabilidad imposibles de contrastar a día de hoy. Considerado un autor difícil e irreverente por algunos críticos cubanos del ala socialista más radical, y admirado por otros expertos menos contaminados por la ideología del régimen, y por muchos jóvenes teatristas cubanos y latinoamericanos de proyección «rebelde e iracunda».
Alfonso salió de Cuba en el año 2001 rumbo a México y desapareció del panorama cultural y social de manera misteriosa para reaparecer mucho años después en la Ciudad de Madrid, dirigiendo y protagonizando un amargo espectáculo titulado La Pasión según el Verdugo, a partir de textos del Nobel sueco Par Lagerkvist, el ruso Mijail Bulgakov, el Nuevo testamento y escritos propios. Inspirada formalmente en los misterios medievales y en las imágenes escatológicas de dos grandes autores, El Bosco y Brueguel: La pasión... es una oscura reflexión sobre el dolor, la culpa y la fragilidad de la existencia humana que muchos quisieron ver como una metáfora de la propia vida, el prolongado mutismo y el incierto avatar de Alfonso, pues en las notas al programa el autor y director hacía una referencia a un «descenso a los infiernos» y a un «revolcarse en la culpabilidad, la propia y la ajena, sin salir fortalecido». 
Sus piezas teatrales El Grito, El Culpable, El Silencio y Bela de Noche se consideran pioneras dentro de la dramaturgia cubana contemporánea por el tratamiento que se da en las mismas al individuo gay marginado por la sociedad socialista, aunque El Grito, publicada en Cuba por la editorial Pinos Nuevos en 1990, va mucho más allá y ahonda en problemáticas sociales muy profundas como el desarraigo, la precariedad, la insatisfacción espiritual, los espejismos, los dobles y el sin sentido mismo de la existencia, características ellas que hacen a Alfonso heredero de la mejor tradición existencialista. Otras obras suyas como Mamá, El dudoso cuento de la princesa Sonia, publicada por la prestigiosa revista teatral latinoamericana Tablas, El último capítulo del Evangelio y La Pasión según Judas Iscariote, abordan un universo rico y contradictorio, nunca exento de humor,  surrealista y feroz, en el que el absurdo y lo grotesco campean por su repuesta. 

### Director
Raúl Alfonso dirigió también cuatro cortos en formato de vídeo, La Seducción, Off Vampiro, Foto Shock y "66 palabras", primero de una trilogía que tenía en mente, de los cuales sólo ha sobrevivido una pésima copia del segundo material, Off Vampiro. Homenaje al cine de serie B, a los cineclubes y a los sueños irrealizables de los cubanos entrampados dentro de la isla, Off Vampiro,es la primera comedia cubana de vampiros realizada con actores de la que hasta ahora tengamos constancia. Artistas plásticos como los cubanos Eduardo Hernández, fotógrafo, y Ernesto Lozano, pintor; mexicanos, como el pintor Darío Mijangos, o rusos, como el ilustrador y dibujante Oscar Astromujoff, o el canario Agustín Batista, han sido reseñados por Alfonso en diferentes medios críticos y literarios.
Destacados actores cubanos y latinoamericanos como Rolando Tarajano- actor, director de escena y escritor-, Sebastián Rulli, Lester Martínez, Adrián Más, Yory Gómez, Yailene Sierra, Yuliet Cruz o Waldo Franco, entre otros, fueron dirigidos alguna vez, o formados por Alfonso, o trabajaron como directores y actores en sus piezas más importantes. 
A lo largo de su carrera, Raúl Alfonso compartió espacio creativo y de intercambio profesional con grandes del panorama teatral, escenográfico, de la danza y cinematográfico mundial, podemos citar aquí a Robert Redford, Eugenio Barba, Antunes Filho, Raúl Oliva, Rolando Estévez o Benjamín Ávila, por dar algunos nombres conocidos.

### Director de escena
Como director de escena, Raúl Alfonso puso en escena obras de Shakespeare,  Saint-Exupery, Mrozeck, Joel Cano, Abilio Estévez, Peter Weiss o Marguerite Yourcenar. Elegantes y rigurosos, sus espectáculos constituían verdaderos festines visuales trabajados con rigor y precisión de relojero.
Posee dos novelas escritas, Otra Negrura y Noli me tángere, todavía  inéditas a día de hoy, y un libro de cuentos, Los Caprichos de la Bestia, del que se han publicado fragmentos en un par de revistas literarias.
Muy celoso de su intimidad, y sin hacer vida social ni conceder entrevistas, cuando esta reseña era actualizada Alfonso permanecía aún en España, «destino natural de muchos cubanos y latinoamericanos».
Vivió, sus últimos años, entre Zamora -donde realizó trabajos artísticos para el Congreso Internacional Sefardí- y Madrid, falleciendo en esta última ciudad el 23 de octubre de 2023.